# Samuel Evans (homme politique)
Samuel Thomas Evans (4 mai 1859 - 13 septembre 1918) est un avocat, juge et un homme politique libéral Gallois.

## Jeunesse et formation
Evans est né à Skewen, près de Neath, Glamorganshire, fils unique de John Evans, un épicier, et de sa femme Margaret, tous deux originaires du Cardiganshire. Il fait ses études à Swansea, à l'University College, à Aberystwyth et à l'Université de Londres.
Evans épouse Rachel, fille de William Thomas, en 1887. Ils ont un fils. Après la mort de sa première femme en 1889, il se remarie avec Blanche, fille de Charles Rule, en 1905. Ils ont une fille.

## Carrière juridique
Il se qualifie comme avocat en 1883. Le 28 avril 1891, il est admis au Middle Temple et le 10 juin 1891, il est admis au Barreau . Evans acquiert une grande pratique sur le circuit du sud du Pays de Galles et en 1901, il devient le dernier Conseil de la Reine nommé par la reine Victoria. Il siège au conseil municipal de Neath dans les années 1880. Il est recorder de Swansea de 1906 à 1908 et devient conseiller du Middle Temple en 1908. Sa réputation de juge repose principalement sur son rôle de président de la Cour des prises établie pendant la Première Guerre mondiale.

## Carrière politique
En 1889, Evans se présente au premier conseil du comté de Glamorgan, mais n'est pas élu à l'élection initiale et à l'élection partielle qui suit l'élévation du candidat conservateur vainqueur au banc des conseillers municipaux.
En 1890, il est élu à la Chambre des communes pour Mid Glamorgan. Il combine son travail parlementaire avec sa pratique juridique au Pays de Galles. Il est réélu en 1892, 1895 et à l'élection générale de 1900.
Aux Élections générales britanniques de 1906 il est réélu sans opposition . En octobre 1906, lors de sa nomination au poste de Recorder de Swansea, il est réélu sans opposition à l'élection partielle. En 1908, il est nommé solliciteur général dans l'administration libérale de Herbert Henry Asquith et fait chevalier lors de son entrée en fonction. Il est réélu aux Élections générales britanniques de janvier 1910.
Il est admis au Conseil privé en 1910. En mars 1910, Evans décide d'abandonner sa carrière politique et d'accepter le poste de président de la division des successions, divorce et amirauté de la Haute Cour de justice. Sa nomination n'est pas populaire auprès de l'establishment juridique car il est considéré comme ayant peu d'expérience dans ces domaines. Il est nommé GCB en 1916. Cependant, il décline l'offre d'une pairie.
Evans est mort en septembre 1918 à l'âge de 59 ans et est enterré à Skewen.